# Конрад фон Вайнсберг
Конрад фон Вайнсберг (на немски: Konrad II von Weinsberg; * ок. 1340; † 19 октомври 1396, Майнц) е от 1390 до 1396 г. като Конрад II архиепископ и курфюрст на Майнц.

## Произход и управление
Той е син на граф Енгелхард VII фон Вайнсберг († 1377 или 1391) и Хедвиг фон Ербах-Ербах († сл. 1345). Най-големият му брат е граф Енгелхард VIII († 1417).
Конрад е десет години каноник на катедралата на Майнц и на 27 февруари 1390 г. е избран за архиепископ на Майнц. На 7 септември 1391 г. Конрад е признат в Бохемия за курфюрст от крал Вацлав. На 24 септември 1391 г. той е помазан в Бамберг за епископ. Той се заклева да почита папа Бонифаций IX и да не иска да помага на геген-папата Климент VII в Авиньон.
Конрад работи полически заедно с Курпфалц. Той се грижи заедно с пфалцграф и курфюрст Рупрехт II фон Пфалц за запазването на мира.
Неговият гроб се намира в катедралата на Майнц. От ляво и дясно от фигурата на епископа се намира надписът:
| „ | Anno domini MCCCXCVI decimo nono die mensis octobri(s) obiit quondam reverendissimus in Christo pater ac dominus Conradus de Weinsperg archiepiscopus Moguntinus, cuius anima requiescat in sancta pace, amen. | “ |